# Protestantizmus
A protestantizmus mint gyűjtőnév alatt a kereszténység azon egyik fő ágát szokták érteni, amely a reformáció teológiai alapelveit követi. A protestáns mozgalom a 16. században indult azzal a céllal, hogy megreformálja a katolikus egyházat az észlelt hibáktól és visszaélésektől.
A protestáns kereszténység zömének „öt solája” a katolikus egyházzal szembeni alapvető teológiai különbségeket foglalja össze.
A protestánsok számát a világon 900 millió körülire becsülik.

## A protestantizmus meghatározása

### A név eredete
A protestantizmus név onnan ered, hogy midőn az 1529. évi speyeri birodalmi gyűlésen a reformáció híveire hátrányos határozatot hoztak, amely szerint azok a rendek, amelyek addig a wormsi ediktumot megtartották, azok ezentúl is tartsák meg, amelyek pedig nem tartották meg, azok minden további újítással hagyjanak fel és a misetartást engedjék meg. E határozat ellen a szász választó öt másik fejedelemmel és 14 birodalmi várossal együtt ünnepélyesen tiltakozott, protestált és ezen protestációban ügyüket a császár, az összehívandó egyetemes vagy német zsinat és minden részrehajlástól mentes keresztény bíró elé fellebbezték.

### A fogalom bővülése

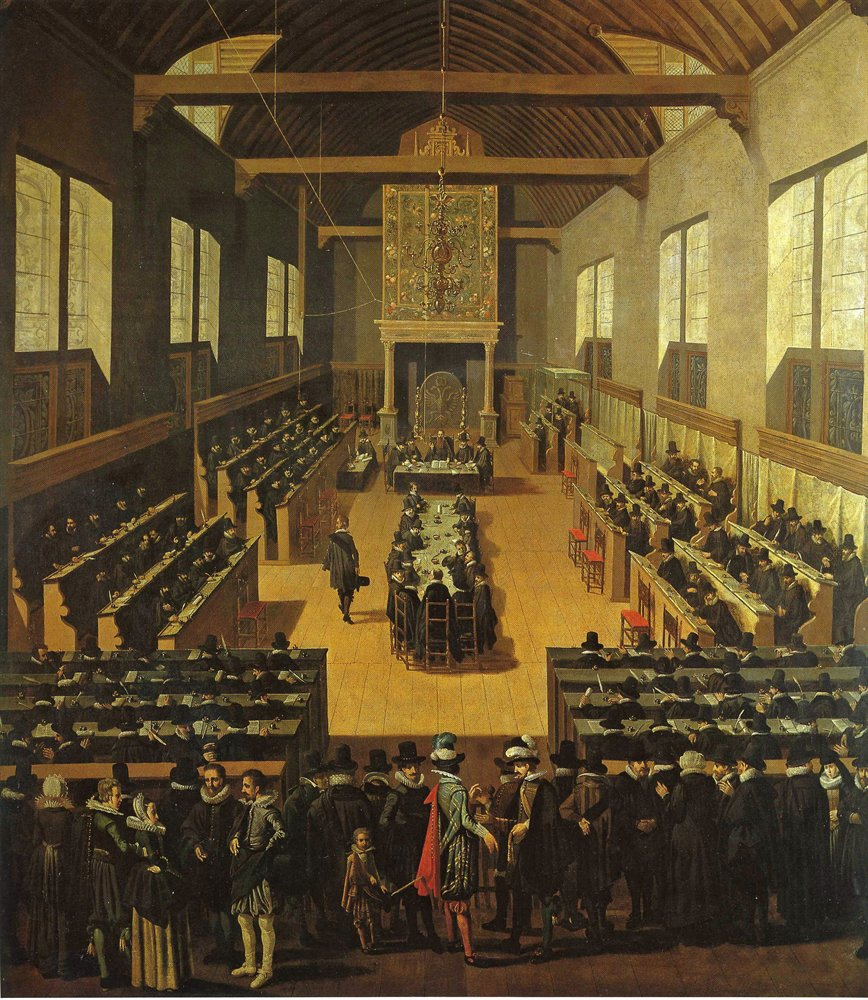
A dordrechti zsinat nemzetközi zsinat volt Dordrechtben, 1618–1619 között

Később a protestantizmus név alá befoglalták mindazokat, akik a reformáció alaki és anyagi elveit elfogadták, vagyis akik elfogadták egyfelől azon nézetet, hogy a keresztény vallásnak egyedüli alapja a minden emberi tételtől és tekintélytől függetlenül magyarázandó Szentírás, másfelől a hit által való megigazulás tanát, vagyis azon nézetet, hogy az üdv minden papi közvetítés nélkül, ingyen, Isten kegyelméből adatik.
Az egyes hitcikkeknek, különösen az úrvacsorára és az eleve elrendelésre (predesztináció) vonatkozóknak, különbözőképen való magyarázása folytán a protestáns mozgalom már a 16. században evangélikus (lutheránus) és református (kálvinista) irányzatra szakadt szét, mely szakadást a dordrechti zsinat határozatai még erősebbé tettek.
Később mindkét egyház keblében ismét kisebb felekezetek és közösségek keletkeztek, de a protestantizmus valamennyi elágazása a következőkben tér el a katolicizmustól:
- a római katolikus egyház csalhatatlan és egyedül üdvözítő voltának ellentmondanak (→ extra Ecclesiam nulla salus)
- az előbbiből következően elutasítják a csalhatatlan pápa és püspökök főhatóságát,
- elutasítják Szűz Mária és a szentek segítségül hívását (→ a szentek és ereklyéik tisztelete),
- elvetik a szerzetesi intézményt és a papi fogadalmakat (pl. cölibátus),
- elvetik Krisztus átlényegülését az eucharisztiában,
- elvetik a búcsújárást,
- elvetik a miseáldozatot,
- elvetik a katolikus szentségeket,
- elvetik a tisztítótűzről szóló tant.

Németországban azóta, hogy 1817-ben a lutheri és kálvini egyházak egy közös, országos szervezetet is létrehoztak, inkább az evangéliumi elnevezést használják a két nagy protestáns felekezet összefoglaló neveként. Magyarországon a protestantizmus szónak a két reformált egyházra vonatkozó használata csak a 19. században lett szokássá.
A protestantizmus a kereszténységnek a 16. századi, nyugat-európai reformáció újítóinak főként a közülük kiemelkedő Luther Márton és Kálvin János nézeteit, bibliaértelmezéseit hangsúlyozó vallási irányzata, több egymástól dogmatikában és egyházi gyakorlatban eltérő felekezet gyűjtőfogalma.

## Tanításai
A protestánsok a katolicizmus több tanítását elutasítják, többek között a cselekedetek (például rituális szertartások) véghezvitelétől függő üdvösség tanítását. Ezzel szemben a Jézus Krisztus kereszten elszenvedett csereáldozatára épülő, kegyelemből fakadó üdvösségben hisznek. Egyedül a Bibliát tekintik az az isteni kinyilatkoztatás objektív hitforrásának. A katolikus egyház ezzel szemben a Szentírás mellé helyezi a "Szent hagyományt", mint azzal egyenértékű hitforrást.

### Az ötSola
Az öt sola összefoglalja a reformátorok alapvető teológiai hitét:
- sola scriptura („csak az Írás)”: csak a Biblia az alapja a keresztény tanításnak, az ún. szenthagyományok és különféle zsinati határozatok nem vehetők annak.
- solus Christus („csak Krisztus”): csak Krisztus áldozata miatt van üdvösségünk, nincsenek más üdvözítő utak (szentek közbenjárása, rituális tettek).
- sola fide („csak hit”): csak hit által tudja az ember megragadni Krisztus áldozatának lényegét és így az üdvösséget, nem üdvözítő tettek révén. A tettek mindig a hitből fakadnak.
- sola gratia („csak kegyelem”): csak Isten kegyelme által van az embernek megváltása, üdvössége; érdemei nincsenek.
- soli Deo gloria: „csak Istené a dicsőség” mindazért, amit az ember keresztényként tesz, az ember ezt nem tulajdoníthatja magának.

### Egyéb
- Eleve elrendelés elve: a kálvinista egyházzal kapcsolatban az egyik legtöbbször idézett tanítás a predesztináció vagy eleve elrendelés. Kálvin egyik alaptétele volt.
- Eredendő bűn: Ádám és Éva paradicsomi engedetlensége miatt az emberiség természete megromlott, ezért mindenki a fogantatása pillanatától kezdve bűnben van, majd bűnben születik meg. Ez az eredendő bűn eleve képtelenné teszi az embert a tettek általi üdvözülésre.
- Megigazulás: nem lehetséges a hívő saját erejéből, érdemszerző cselekedetek alapján. A megigazulás hit által történhet úgy, hogy az ember először is azt érti meg, hogy Krisztus felvitte az ember bűnét a keresztre, hogy elszenvedje a bűn következményét, a halált. Cserébe pedig odaadta a maga igaz voltát az embernek. Ezen „helyettes áldozat” miatt Isten igaznak tekinti a hívőt.

### Életmód
A protestánsoknál fontos szerepet tölt be az alkoholfogyasztás teljeskörű elutasítása, és az absztinens, antialkoholista életforma támogatása. A 20. század elején a protestáns többségű észak-európai országokban és Észak-Amerikában a szesztilalom lendületének nagy részét a protestánsok alkoholellenes erkölcsi meggyőződése adta.

## A protestantizmus irányzatai

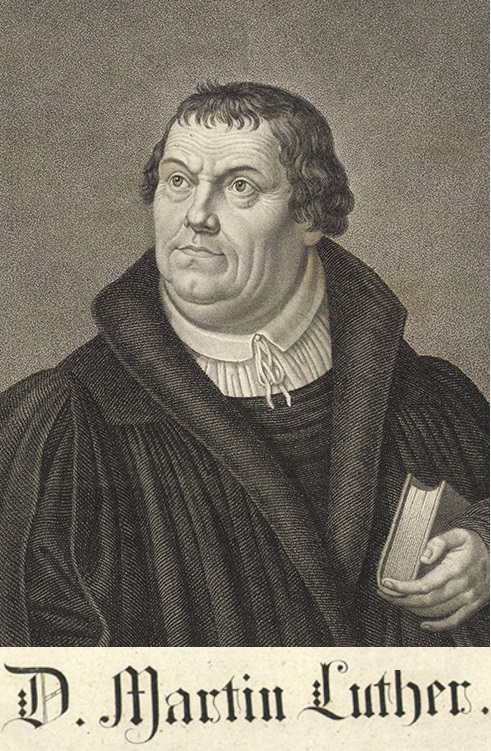
Luther

### Hagyományos protestantizmus

#### Korai protestantizmus
Ide sorolják a Luther fellépését megelőző mozgalmakat, melyek Lutheréhez hasonló eszméket hirdettek, például valdensek, husziták.

#### Evangélikus kereszténység
Az evangélikus kereszténység Luther Márton, a protestáns reformáció szellemi atyja, lelkész, reformátor nevéhez kötődik. Kezdetben nem tartja magát önálló felekezetnek, hanem a keresztény egyház megtisztítását tűzi ki célul a Luther véleménye szerint idegen elemektől, mint például a szentek tiszteletétől. Kb. 72 millió evangélikus él ma a világon. Az irányzat legfőbb képviselője az evangélikus egyház, mely Luther Márton és az Ágostai hitvallás (augsburgi hitvallás, lat. Confessio Augustana) tanait követi.

#### Kálvinizmus

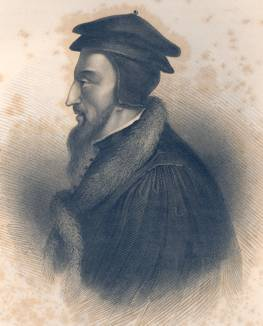
Kálvin

A kálvinizmus Kálvin János francia származású, jogász végzettségű svájci reformátor, humanista tudós nevéhez kötődik. A kálvinisták közé tartoznak a reformátusok, a kongregacionalisták és a presbiteriánusok.
A református egyházak Kálvin János és Ulrich Zwingli tanaira épülő tanításrendszerrel rendelkező protestáns felekezetek. A református egyház fő megalapítója a svájci reformáció vezetője, Ulrich Zwingli zürichi lelkész.

#### Anglikanizmus
Az anglikanizmus és az anglikán egyház nem számítanak a szó szoros értelemben vett protestáns egyháznak. Létrejötte inkább politikai és egyházszervezeti konfliktus eredménye, mintsem hitviták gyümölcse.
Lásd még: Anglikán egyház
Az episzkopálisok az anglikanizmusból kiszakadt egyház tagjai, korunkban az USA-ban élnek nagy számban. Az episzkopalista egyház a második világháború után, az erőteljes misszionálás révén Indiában és Srí Lankán is teret nyert.
Az anglikanizmus belső reformmozgalmaként indult a metodizmus. A 18. században keletkezett Angliában egy teológus testvérpár, John Wesley és Charles Wesley kezdeményezésére. Eredetileg csak egy belső mozgalom volt az anglikán egyház kebelén belül, amely bírálta az intézményes egyházat. Nevét annak köszönheti, hogy szellemiségét a komolyság és módszeres (metodikus) kegyesség jellemzi, amelyet követői magukévá tesznek. A 18. század végén különült el az anglikanizmustól. A metodista egyházak pillanatnyilag mintegy 70 millió tagot számlálnak, az Amerikai Egyesült Államokban a második legnagyobb felekezet. Sürgetik a tiszta erkölcsöt, a jótékonykodást, a nyilvános bűnbevallást, a vasárnapi úrvacsorát. Angliában átmenetileg szakadás következett be soraikban, de 1932 óta ismét újra egyetlen egyházat alkotnak. Magyarországon 1898 óta folytatják munkájukat. Az anglikanizmustól való eltávolodása miatt gyakran nem az anglikán irányzathoz kötik, hanem önálló protestáns ágként veszik számba.

#### Kvékerek
Egy fiatal angol pásztor és cipész, George Fox (1624–1691) alapította a kvéker vallási közösséget egy 1652-es látomása hatására. Üldöztetésekben és bebörtönzésekben volt része. Egyik bíráját arra szólította fel, hogy az Úr nevében reszkessen (angolul: to quake), ezért kapta a csúfnevet: "The Quaker". Egyik legkiválóbb tanítványa volt William Penn (1644–1718), az USA Pennsylvania államának – fővárosa Philadelphia, a testvéri szeretet városa – megalapítója. A közösség legfőbb könyve a Biblia, amelyen kívül más tekintélyt nem ismer el, legfeljebb a Szentlelket, aki az Igét magyarázza. 1937-ben mégis létrehoztak egy tanácsadó világtestületet. A közösség tagjai helyi vagy területi "ügyvezető üléseken" találkoznak, havonként vagy háromhavonként, a javak kezelésére és a területek igazgatására. Rendszeresen tartanak istentiszteletet, amely az Isten néma imádásából áll. Elutasítják a háborút, a rabszolgaságot, a halálbüntetést és egyáltalán a rabtartó rendszereket. Ma mintegy 400 000-en vannak.

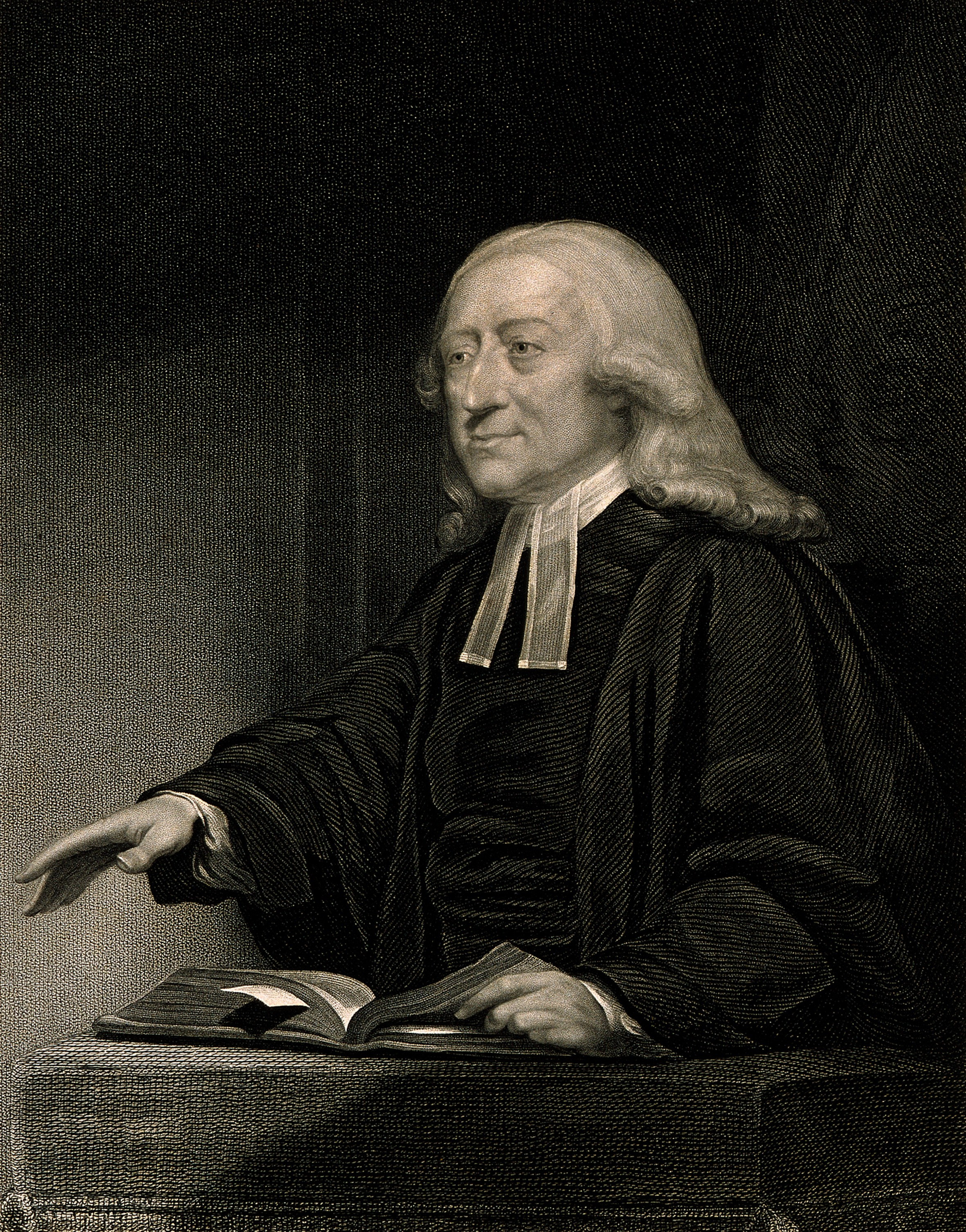
John Wesley

#### Baptizmus
A baptista mozgalom a 17. század elején keletkezett, főleg a kálvinizmus tanaira épülő protestáns felekezet; számos egyházat alkotnak, a legjelentősebbek és legnépesebbek az Amerikai Egyesült Államokban találhatók, ahol ma a baptizmus a legnagyobb vallási felekezet. A modern korban erősen terjedtek Kelet-Európában is. Nevüket onnan kapták, hogy csak felnőttet keresztelnek, akik képesek a személyes megtérésre. A Magyarországi Baptista Egyház a 19-20. század fordulóján jelent meg.

#### Metodizmus
A metodizmus 18. században jelent meg. Alapítója John Wesley, aki a Biblia metodikus tanulmányozását ajánlotta.

#### Adventizmus
Az advent mozgalom gyökerei elsősorban a 19. század első feléig, az Észak-Amerikában kibontakozó millerita mozgalomig nyúlnak vissza. Miután a várakozásoknak megfelelően Jézus Krisztus nem tért vissza, az adventizmus mozgalma több ágra szakadt, amelyből a hetednapi adventisták és a Jehova Tanúi is létrejöttek. Mindkét felekezet erőteljes növekedést mutat.

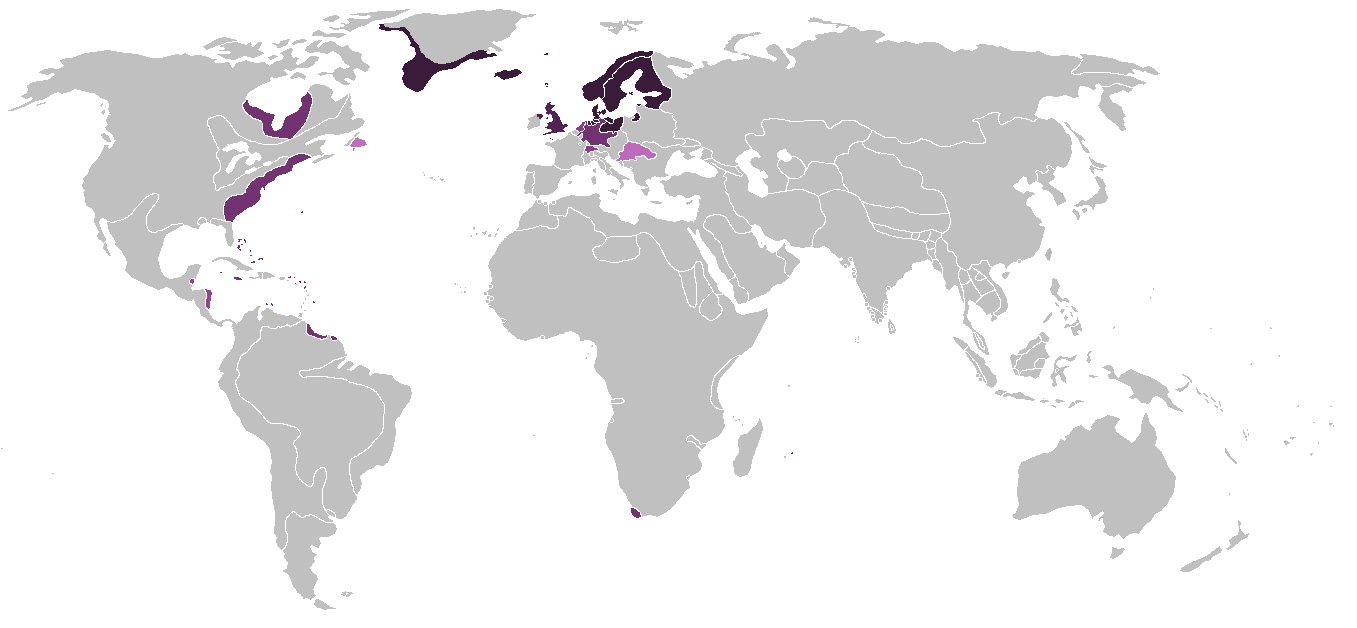
A protestánsok aránya a világban 1710-ben

A protestánsok aránya a világ országaiban 1938-ban

A protestánsok aránya a világ országaiban 2010-ben. A protestantizmuson belül az új vallási mozgalmak erőteljes növekedést mutatnak.

#### Pünkösdizmus
A pünkösdizmus az 1900-as évek Amerikájában jött létre a protestáns kereszténység szentségmozgalmának keretein belül.
A pünkösdiek felnőtt korban bemerítkezéssel keresztelkednek. Hisznek a Szentlélek ajándékaiban (nyelveken szólás, gyógyítás).

### Felekezetközi mozgalmak

#### Evangelikalizmus
Az evangélikalizmus vagy evangéliumi protestantizmus egy világméretű, felekezeteken átívelő mozgalom, amely azt állítja, hogy az evangélium lényege a Jézus Krisztus engesztelő áldozatába vetett hit által a kegyelemből való üdvösség tana. Hisznek abban, hogy a megtérés vagy az „újjászületés” tapasztalata központi szerepet játszik az üdvösség elnyerésében, hisznek a Biblia tekintélyében, mint Isten kinyilatkoztatásában az emberiség számára, és erősen elkötelezettek az evangelizálás vagy a keresztény üzenet megosztása iránt.

#### Karizmatikus mozgalom
A karizmatikus mozgalom a pünkösdiekhez hasonló hitet és gyakorlatokat alkalmaz. A mozgalom a „lelki ajándékokat” hangsúlyozza. A protestánsok körében a mozgalom 1960 körül kezdődött. Több irányzata létezik.
A 2020-as években hatalmas követőtáborral, több mint 600 millió főre tehető a karizmatikus kereszténység létszáma.

### Egyéb mozgalmak

#### Anabaptizmus
Az anabaptizmus a radikális reformációra vezethető vissza. Bár egyesek ezt a mozgalmat a protestantizmus ágának tekintik, mások különálló mozgalomnak. A hutteriták és mennoniták, majd az az amishok a mozgalom közvetlen szüleményei. A Schwarzenau Testvérek, a Bruderhof és az Apostoli Keresztény Egyház későbbi fejleményeknek számítanak az anabaptisták körében.

#### Unitarizmus
Az unitarizmust sokan nem tekintik a protestantizmus részének, csak a protestáns reformáció idején alakult ki, amely a radikális reformációhoz áll közel. J. Gordon Melton és más vallástudósok szerint a kereszténység egyik liberális irányzata. A nyugati üldözés elől menekülve kezdetben Erdélyben és a Lengyel–Litván Unióban terjedt el, mára – a kereszténységtől eltávolodva – főleg az angolszász országokban vannak követői.

## Főbb személyek

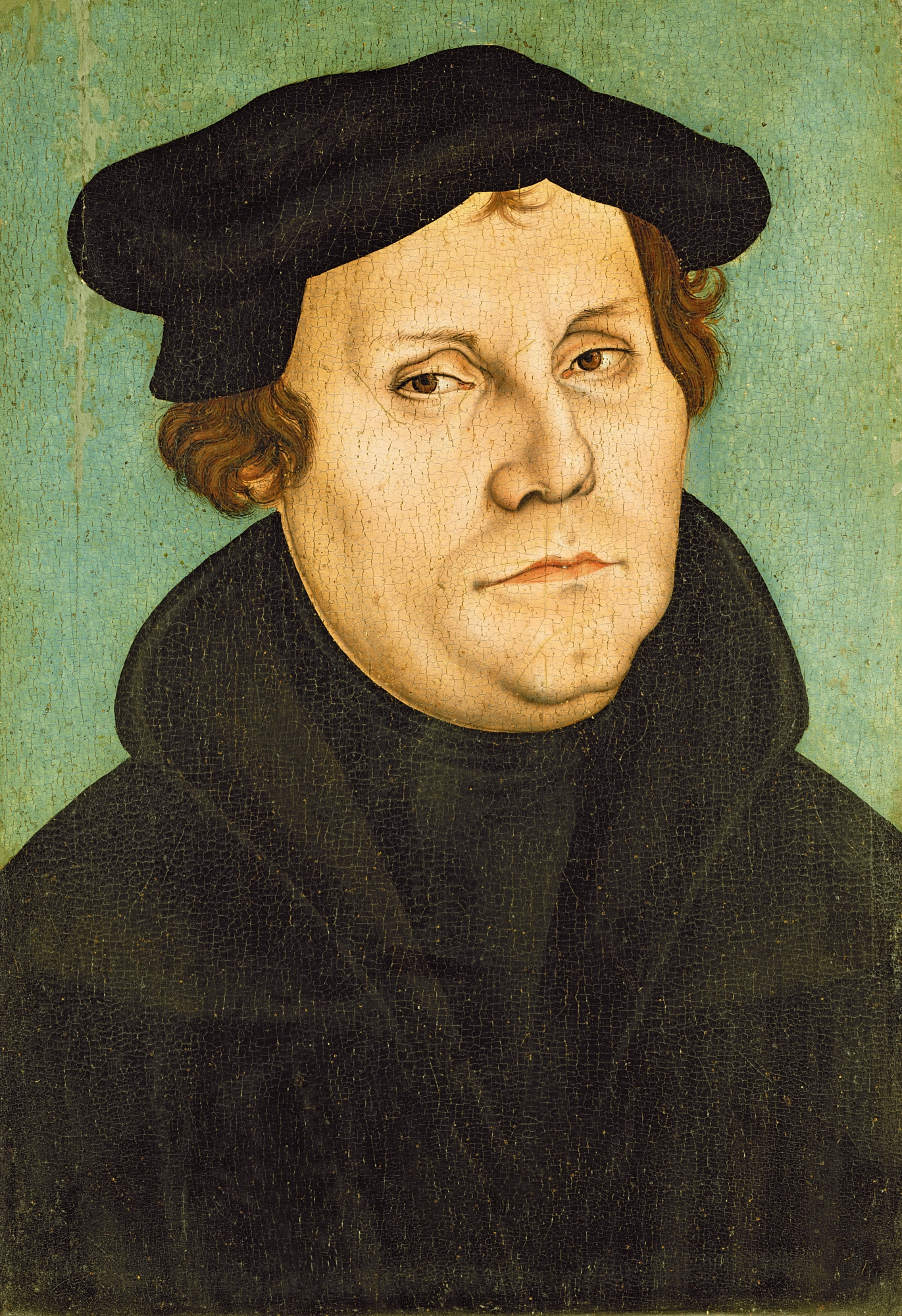
Lucas Cranach: Luther Márton portréja (1529)

A legbefolyásosabb reformátorok Luther Márton és Philipp Melanchthon (evangélikus-lutheránus egyházak), Ulrich Zwingli, Kálvin János és John Knox (református egyházak), Thomas Cranmer és Martin Bucer voltak.
A legtöbb tagot számláló szabadegyházak korai korszakában a vezető teológusok: Konrad Grebel, Felix Manz és Menno Simons (anabaptisták), Robert Browne és John Cotton (kongregacionalisták), Thomas Helwys és John Smyth (baptisták), George Fox, John Wesley, Charles Wesley és George Whitefield (metodisták).

A legbefolyásosabb protestáns gondolkodók és alapító személyek (Lutheren kívül)
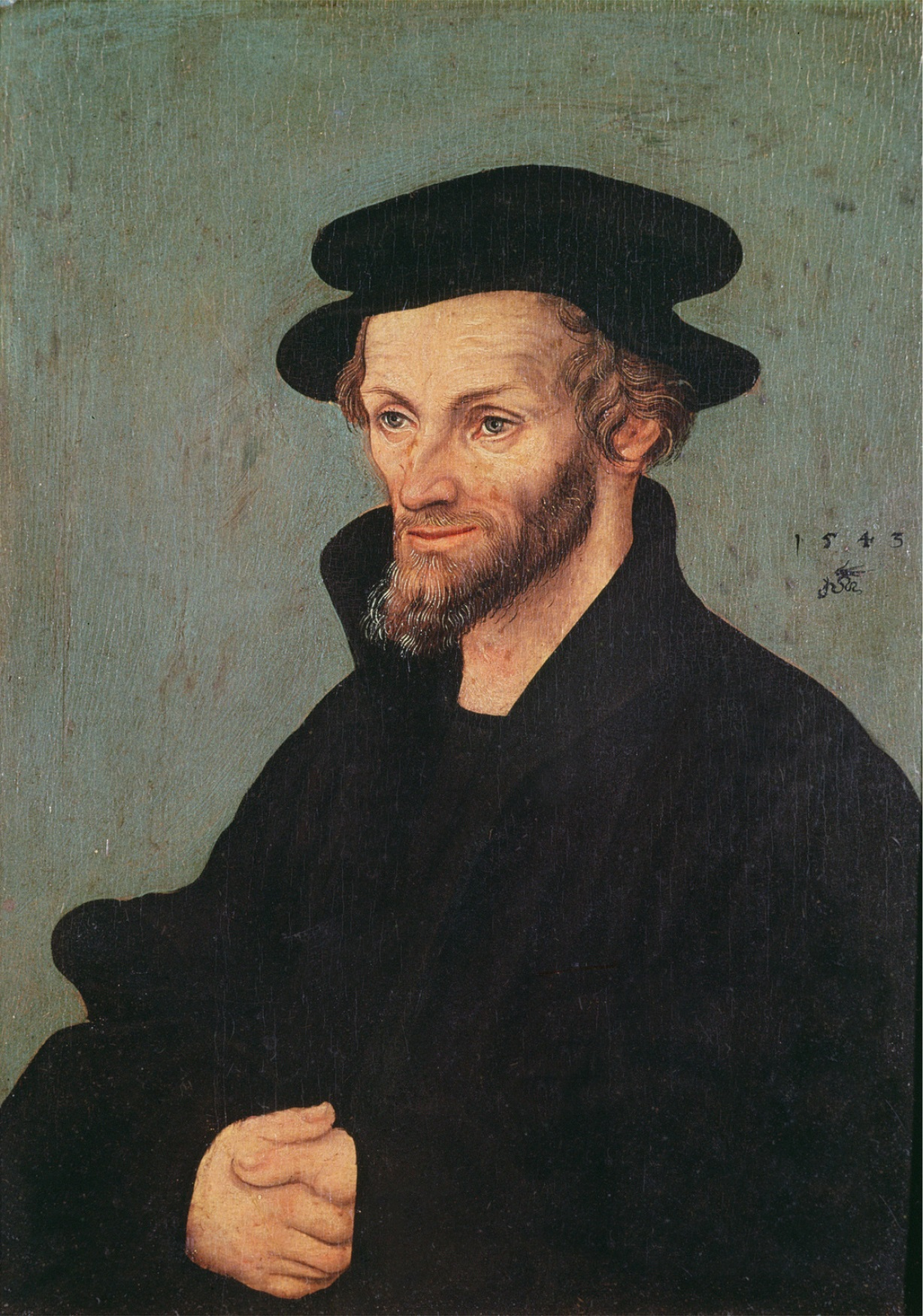
Philipp Melanchthon (1497–1560)
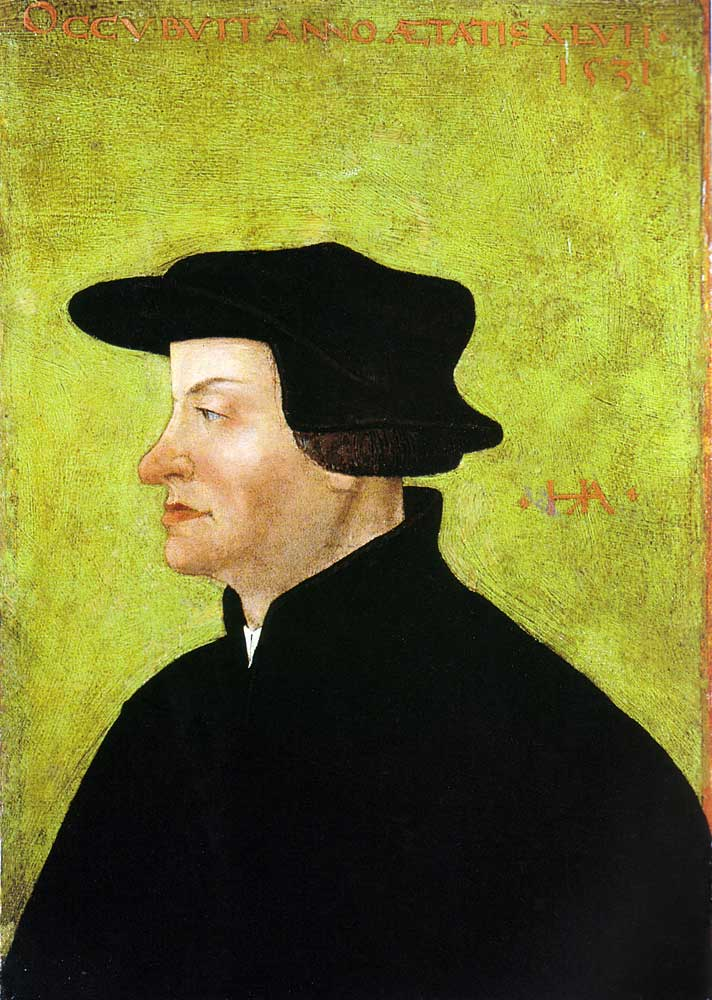
Huldrych Zwingli (1484–1531), reformátor
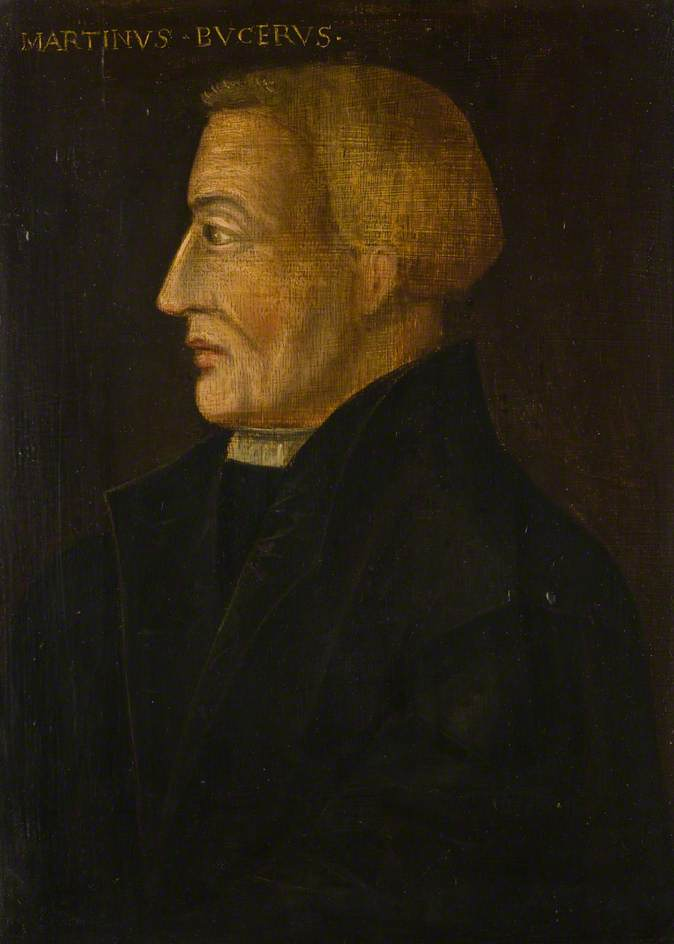
Martin Bucer (1491–1551), reformátor
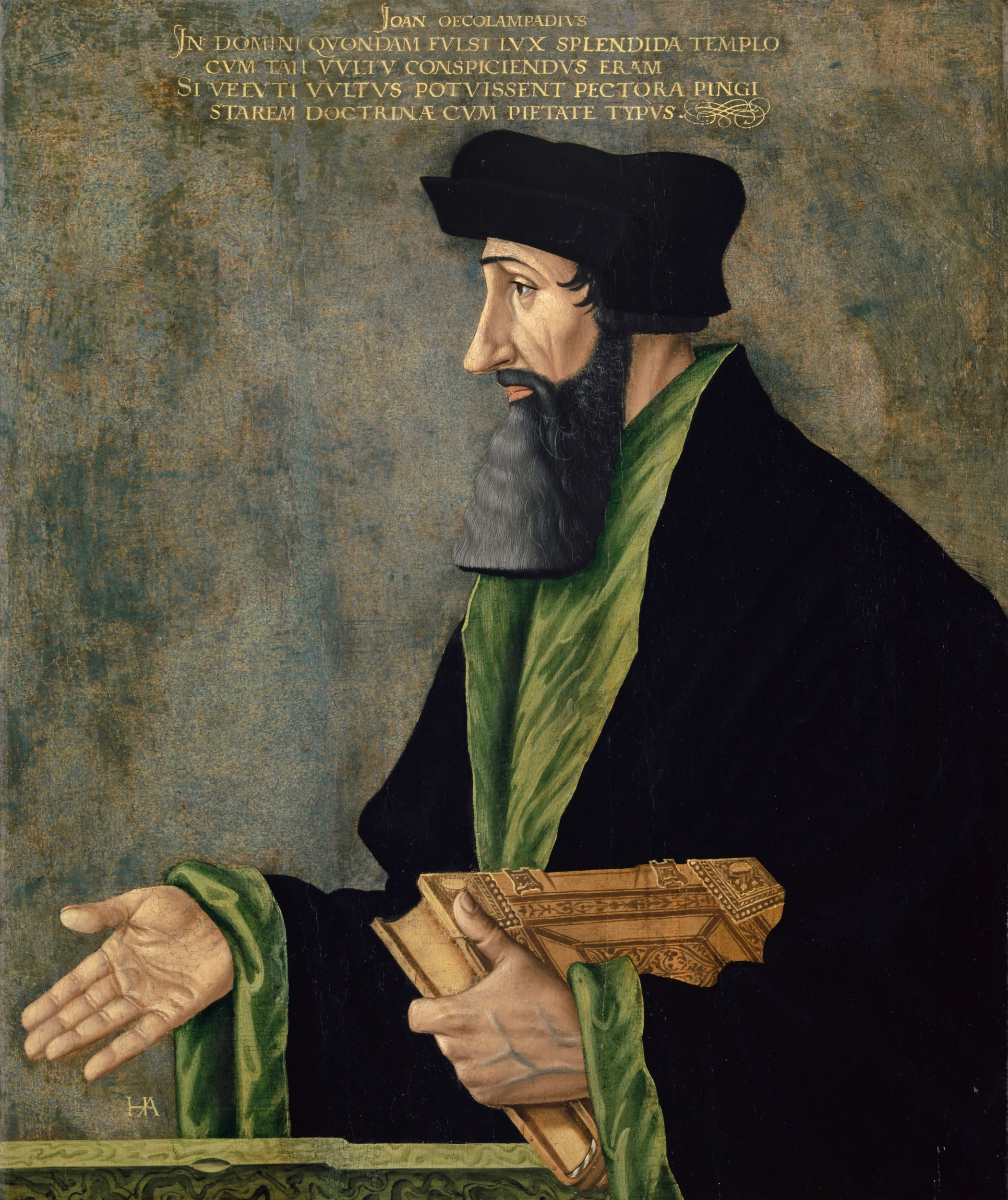
Johannes Oecolampadius (1482–1531), reformátor
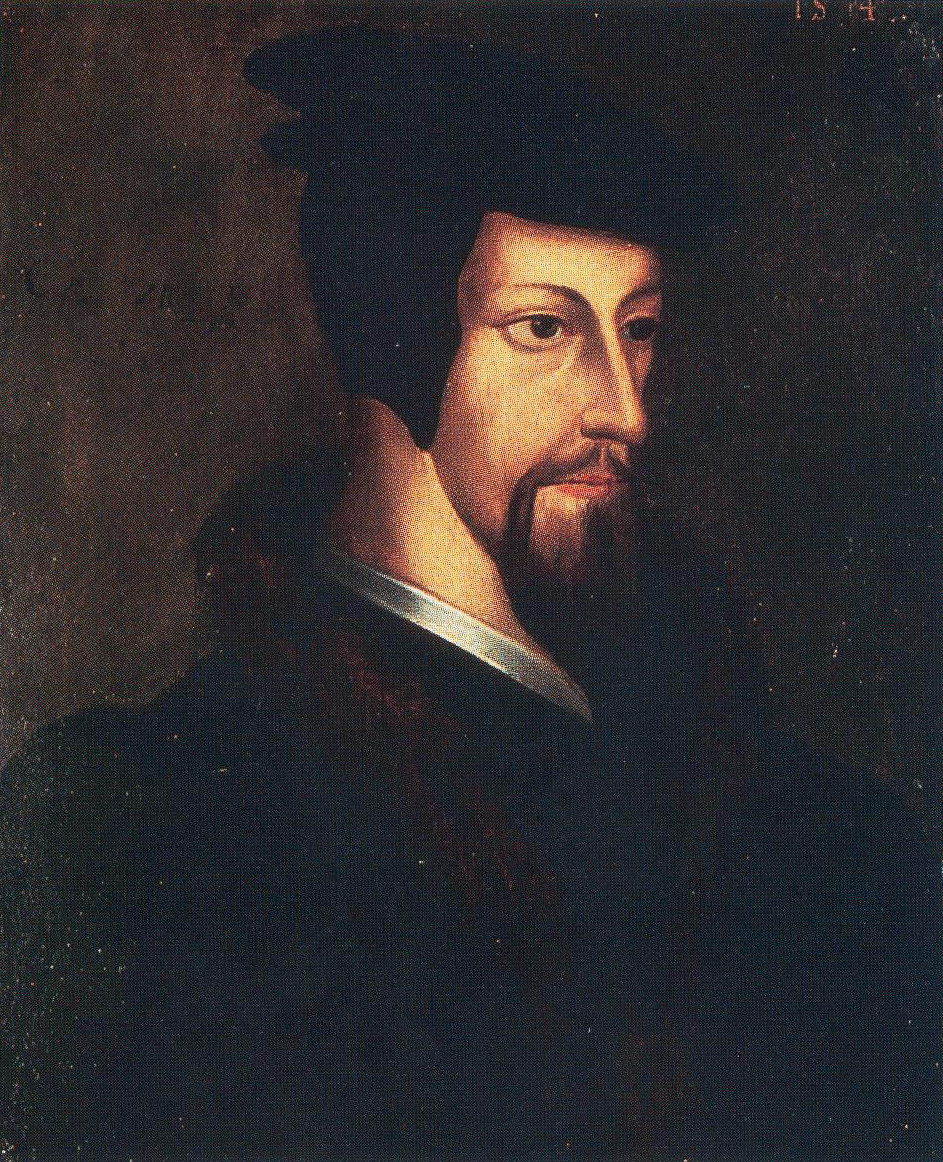
Kálvin János (1509–1564), reformátor
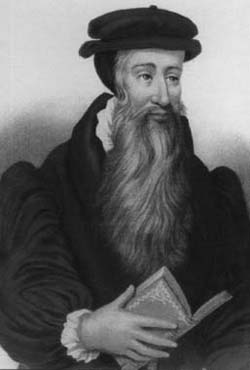
John Knox (1514–1572), reformátor
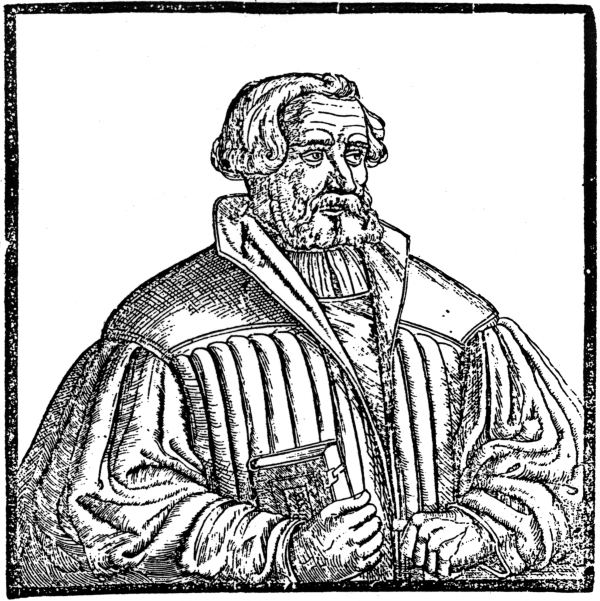
Andreas Karlstadt (1486–1541), anabaptista
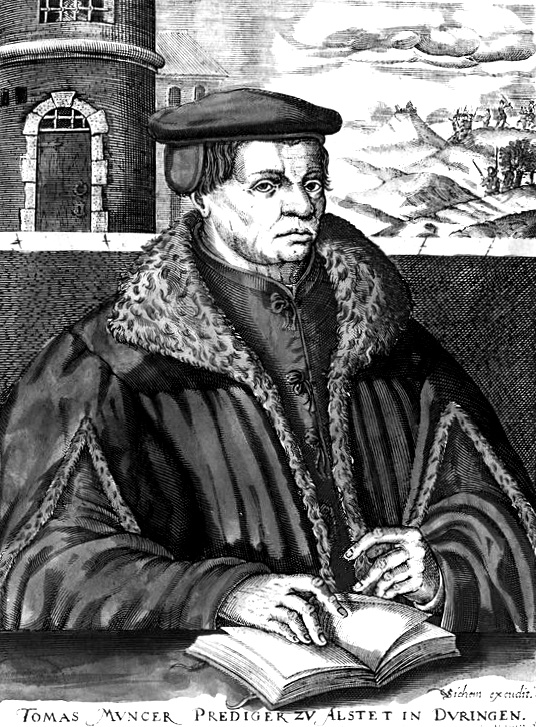
Thomas Müntzer (1489–1525), radikális reformátor
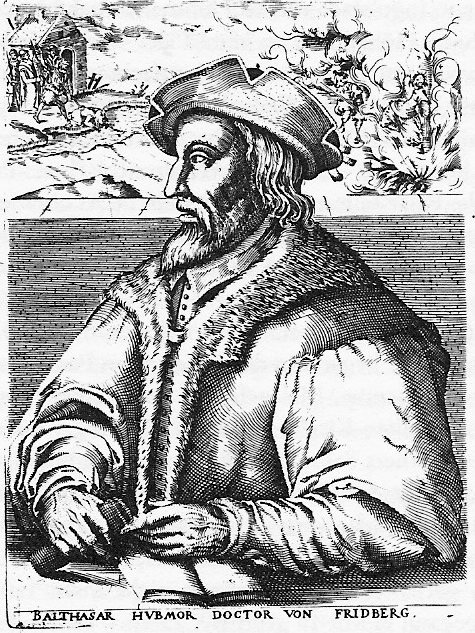
Balthasar Hubmaier (1485–1528), anabaptista
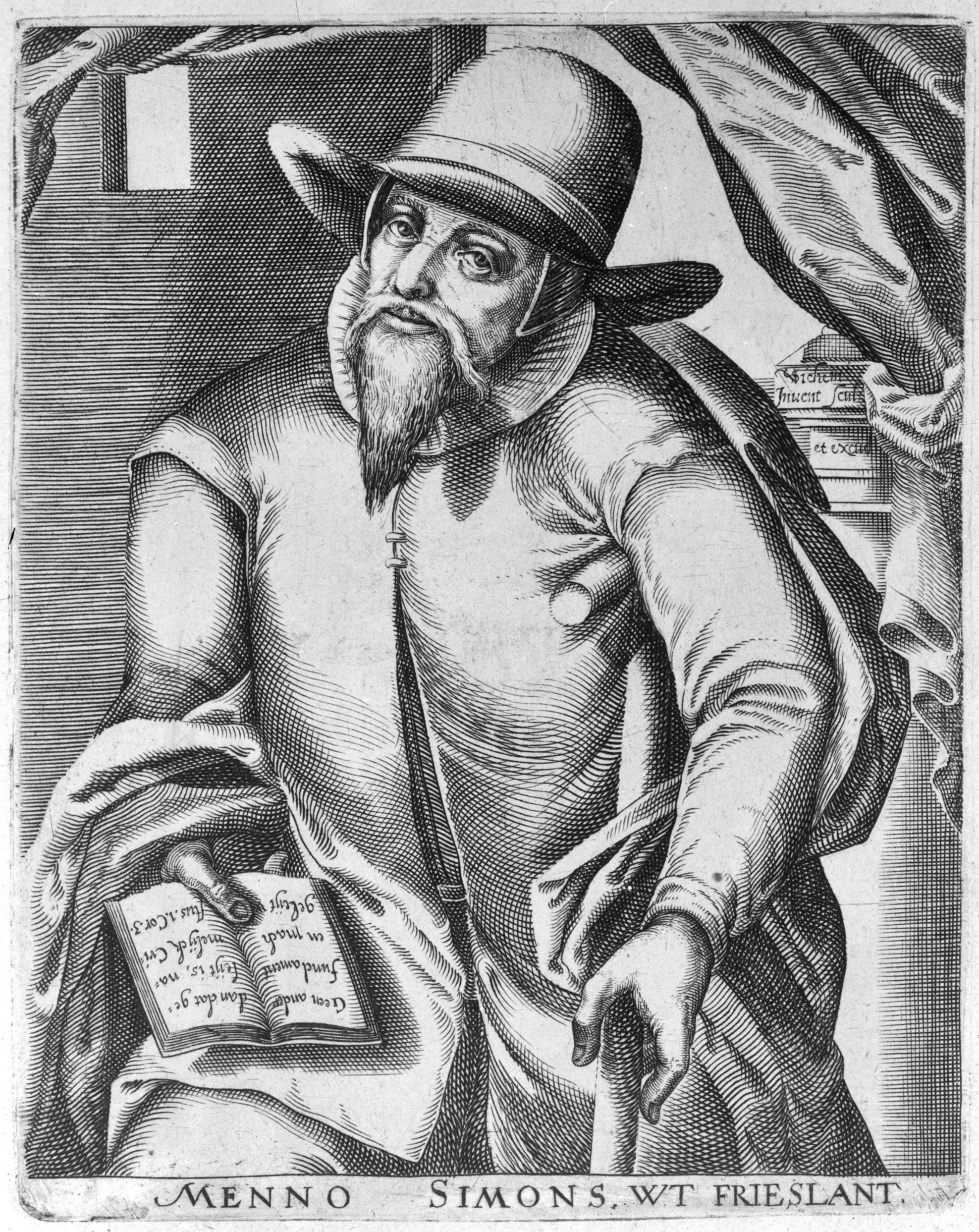
Menno Simons (1496–1561), anabaptista
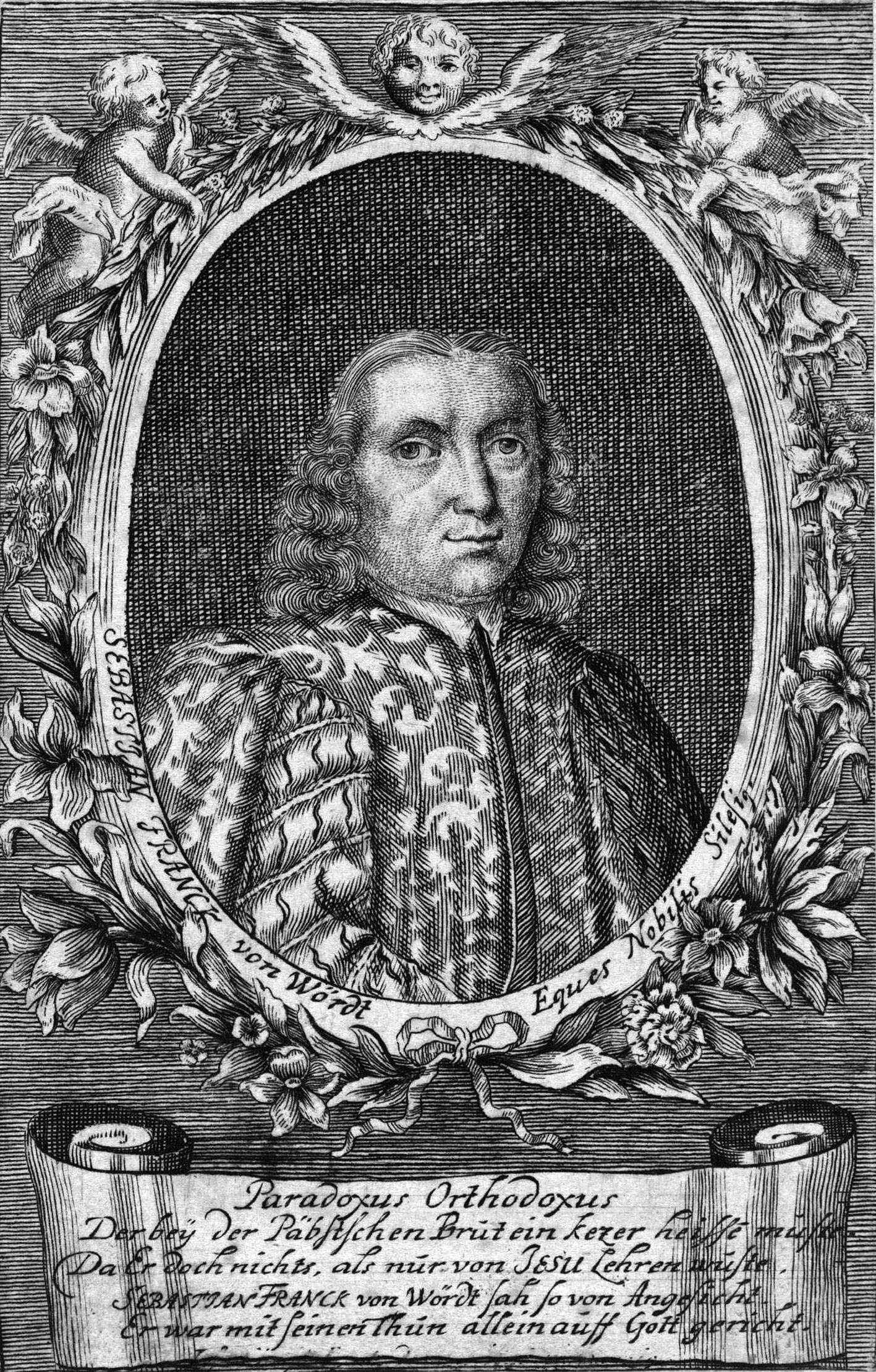
Sebastian Franck (1499–1542), misztikus, readikális reformátor
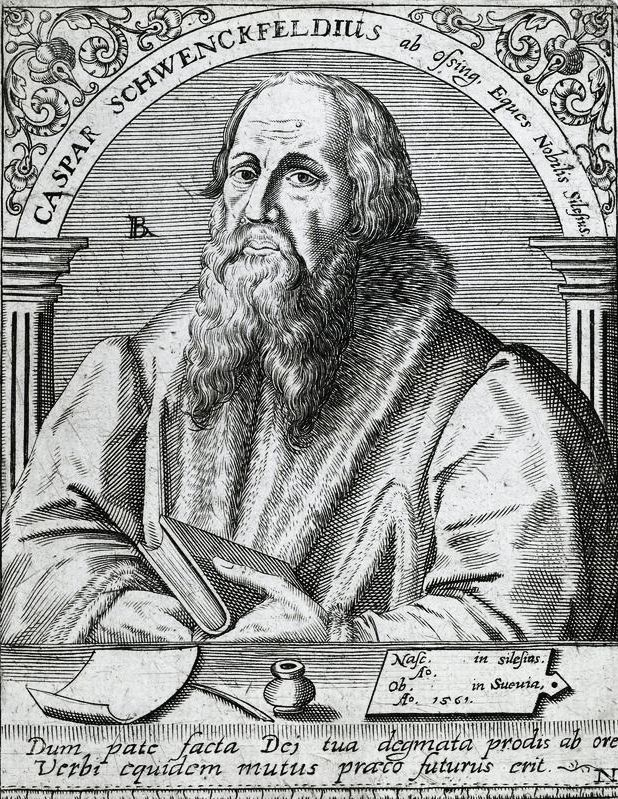
Kaspar Schwenckfeld (1490–1561), a schwenkfeldiánusok alapítója
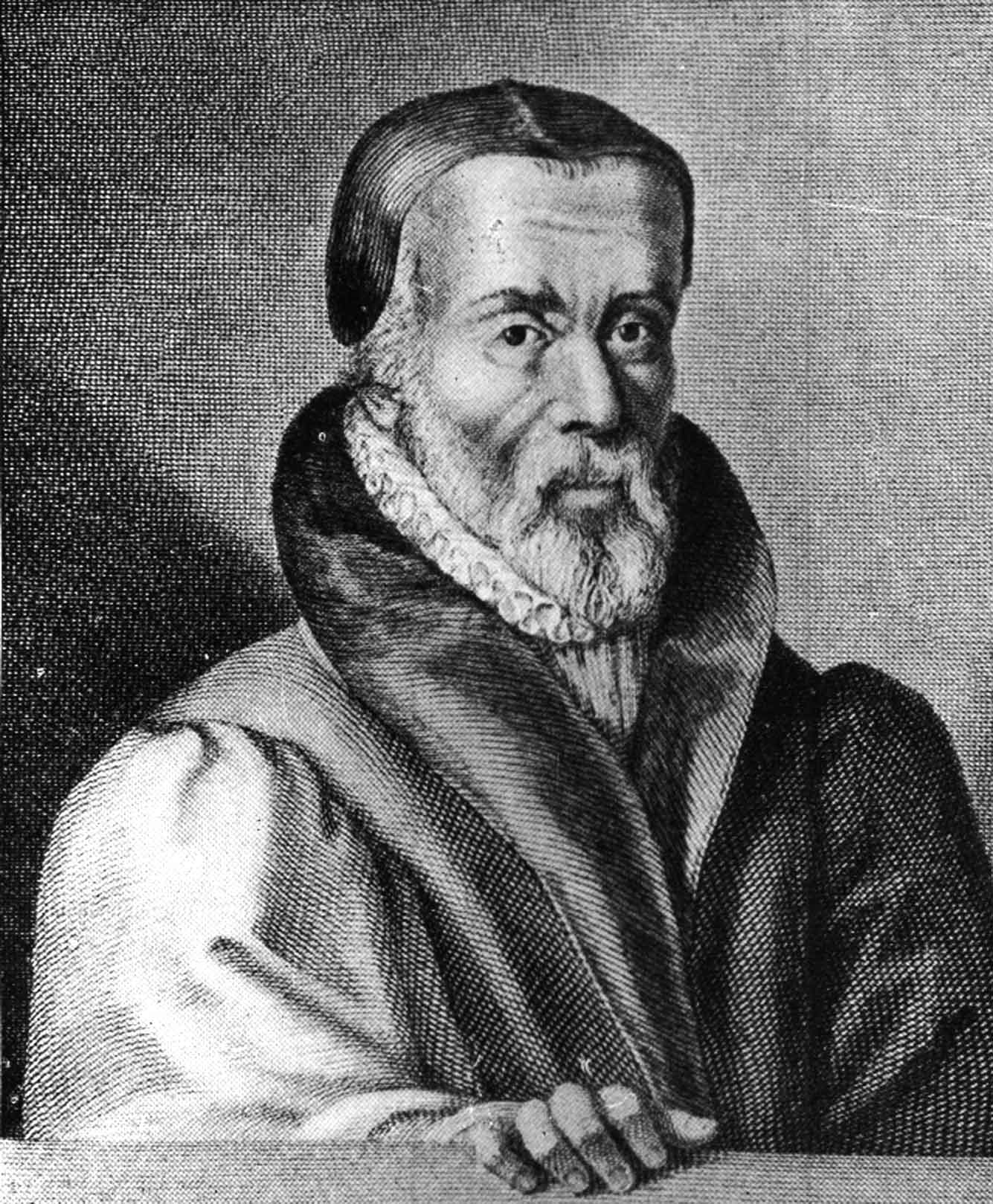
William Tyndale (1484–1536)
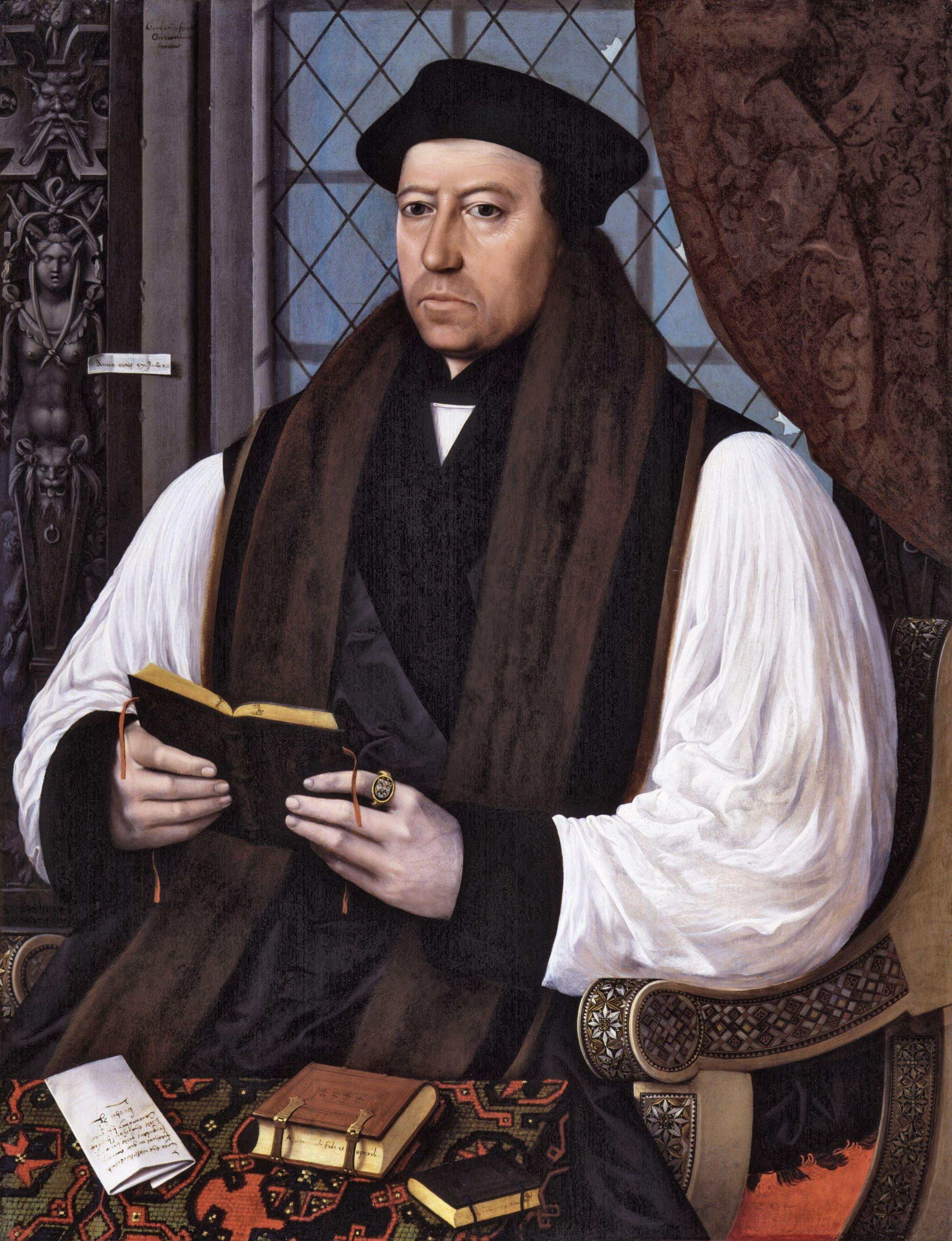
Thomas Cranmer (1489–1556), anglikán
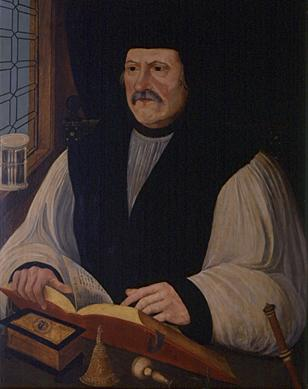
Matthew Parker (1504–1575), anglikán
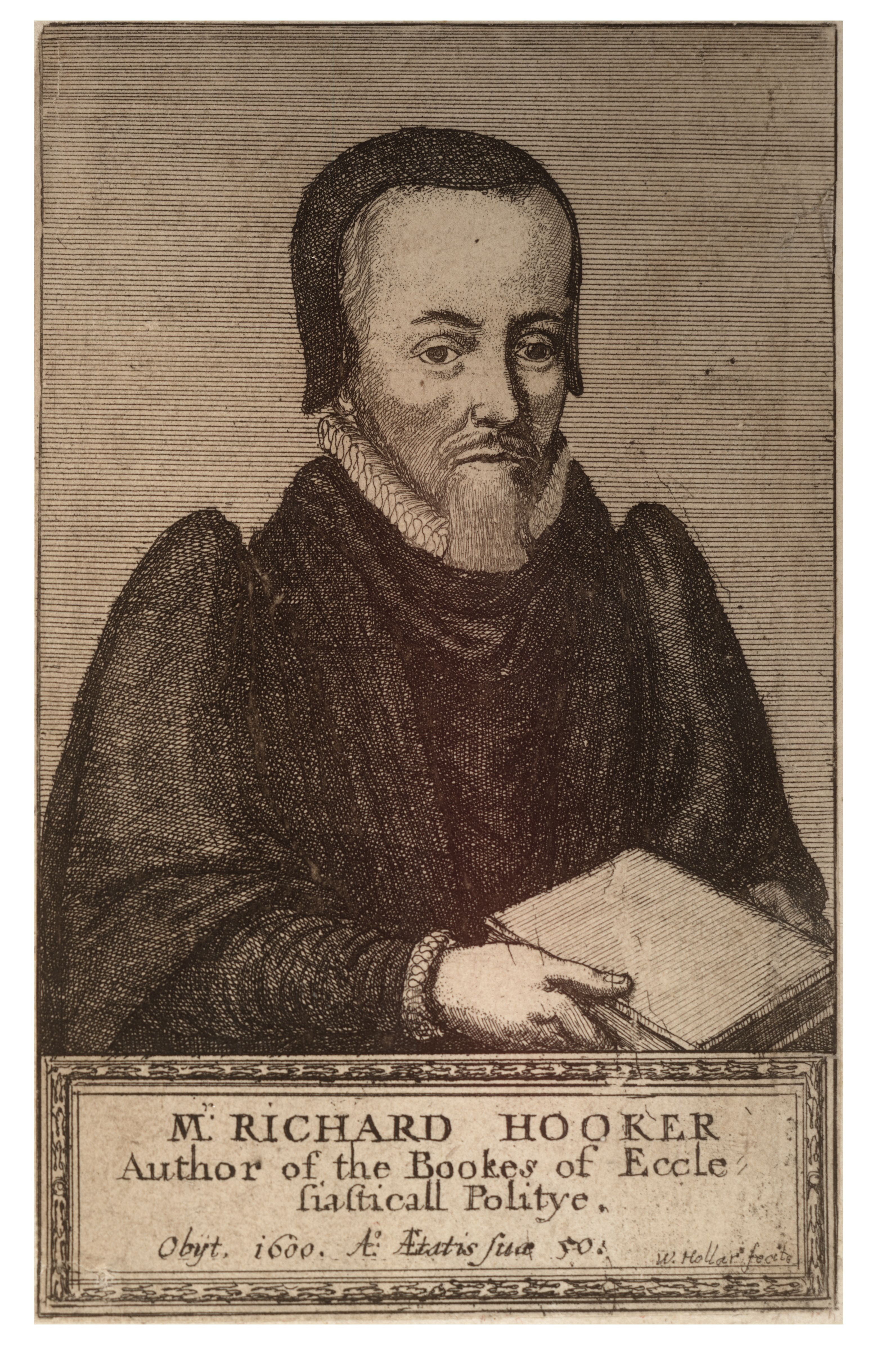
Richard Hooker (1554–1600), anglikán
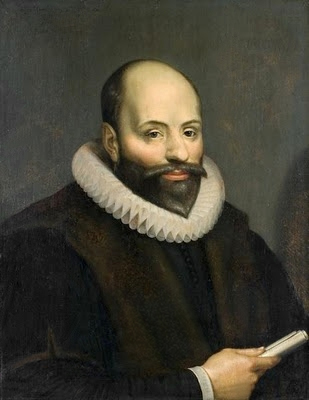
Jacobus Arminius (1560–1609), reformátor, az arminianizmus alapítója
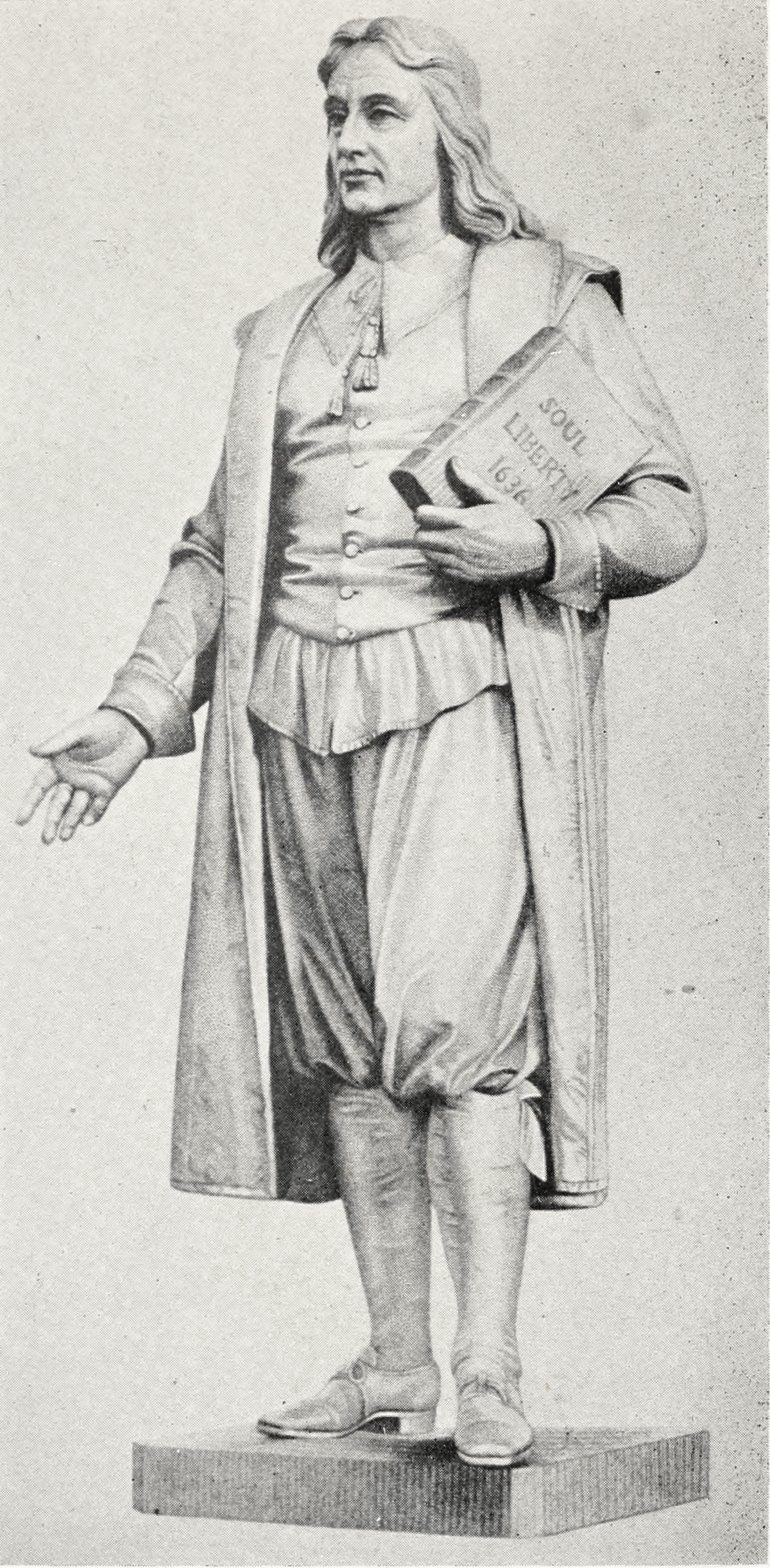
Roger Williams (1603–1683), puritán, disszenter
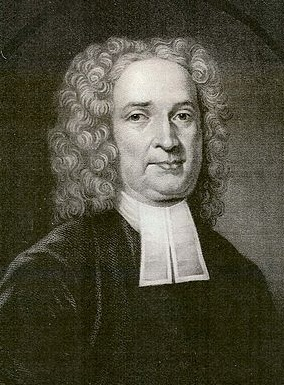
John Cotton (1585–1652), puritán
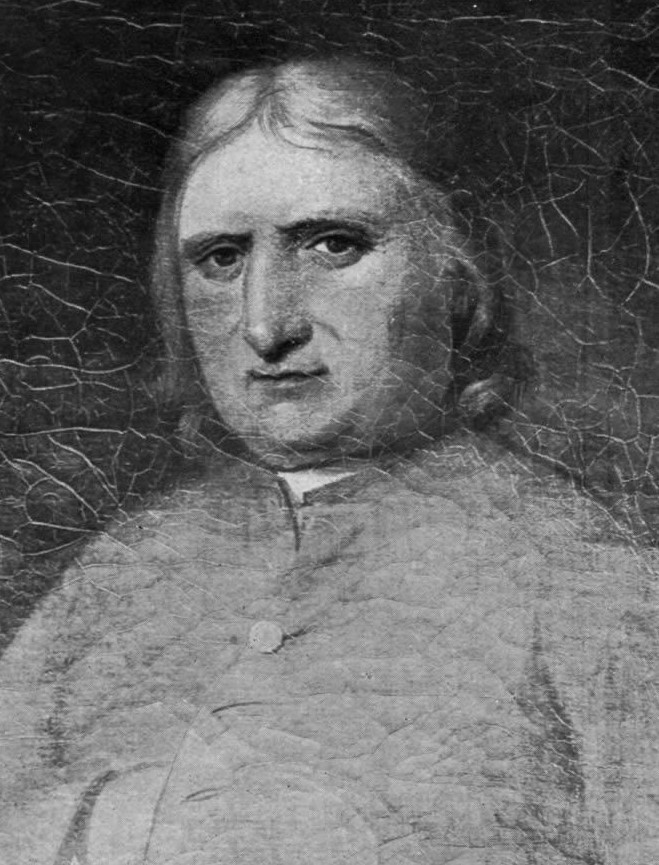
George Fox (1624–1691), angol disszenter, a kvékerek alapítója
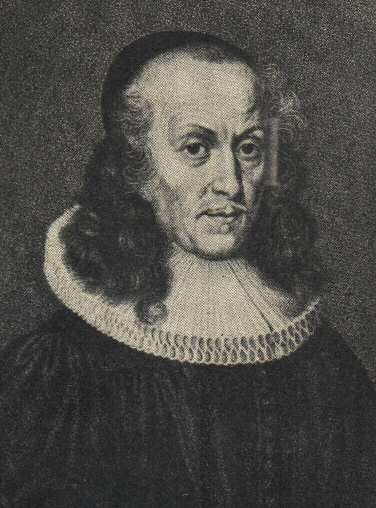
Philipp Jacob Spener (1635–1705), evangélikus pietista
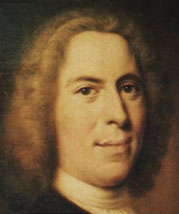
Nikolaus L. Zinzendorf (1700–1760), pietista
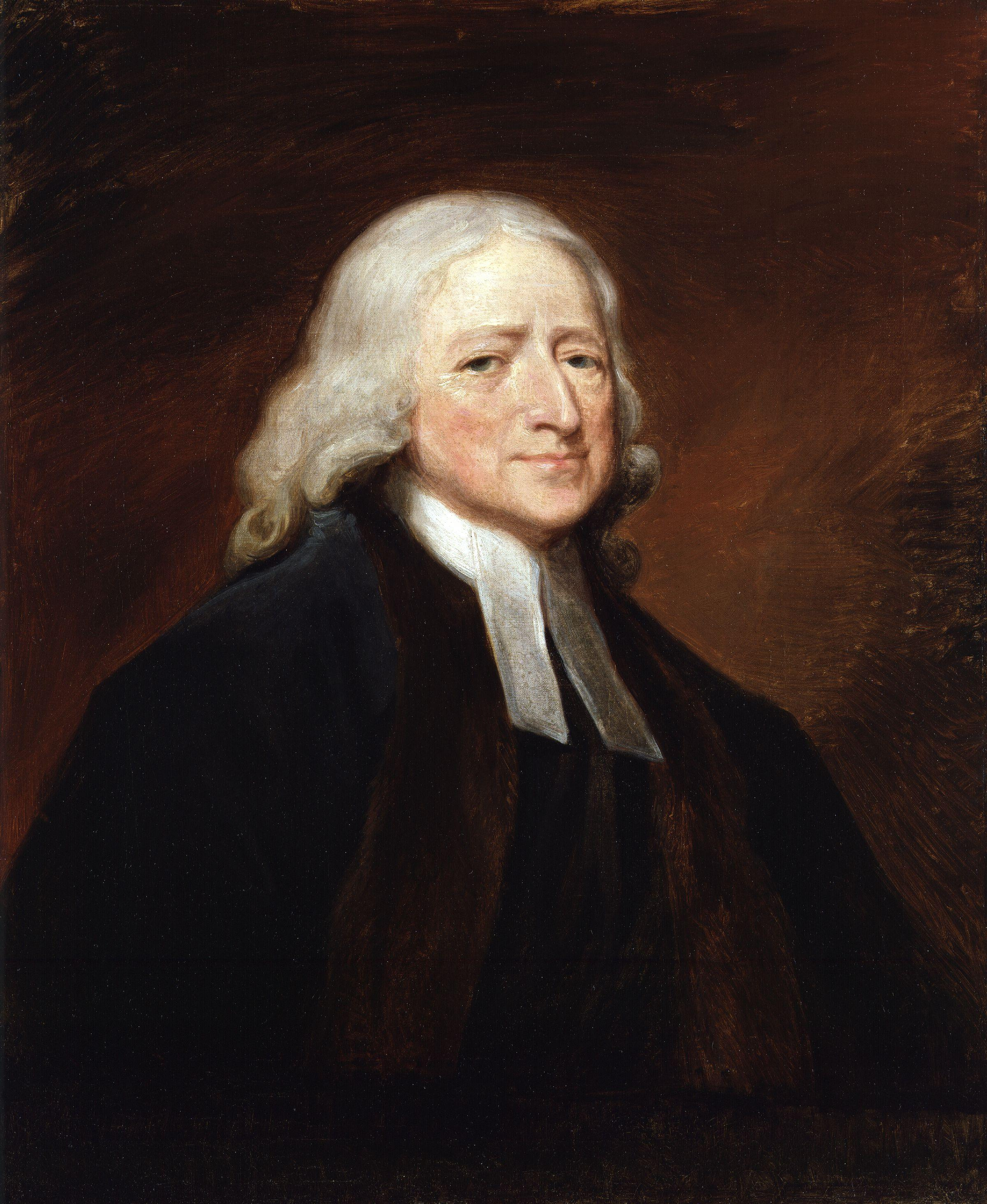
John Wesley (1703–1791), a metodizmus alapítója
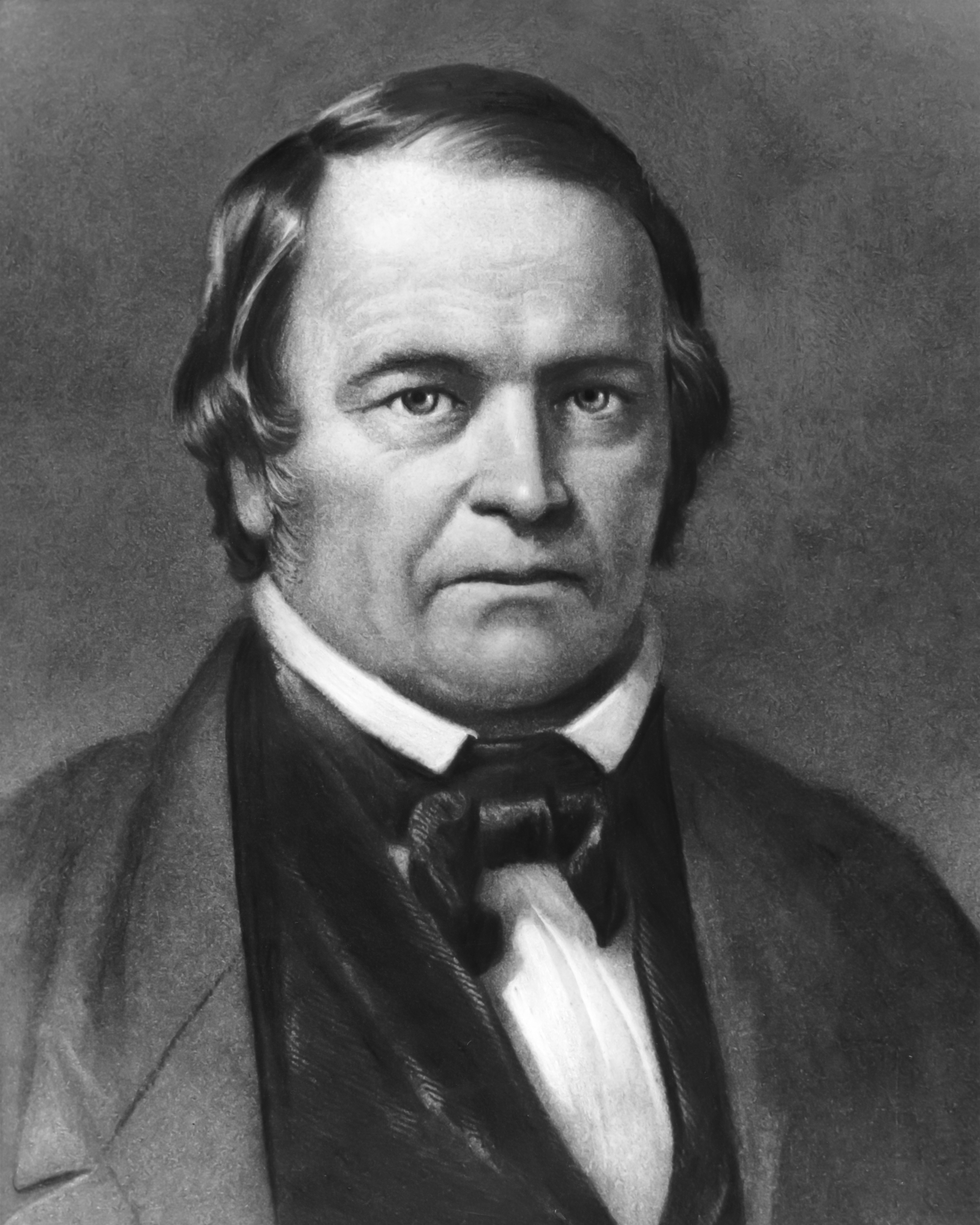
William Miller (1782–1849), a millerita mozgalom fő alakja
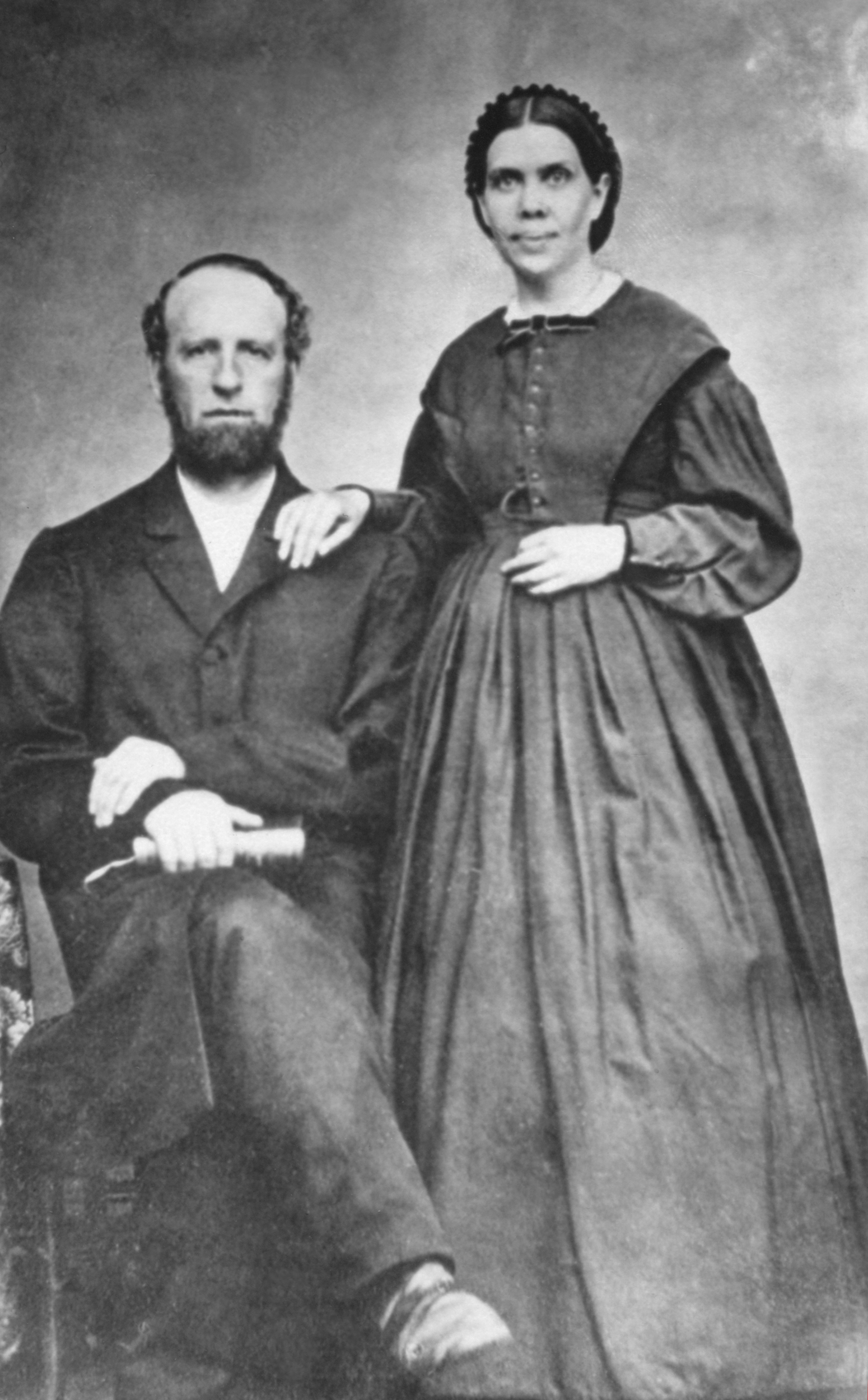
James S. White (1821–1881) és Ellen G. White (1827–1915), hetednapi adventisták
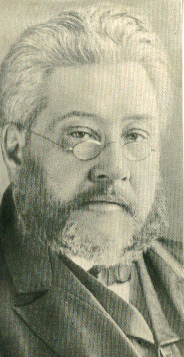
Charles Spurgeon (1834–1892), baptista prédikátor
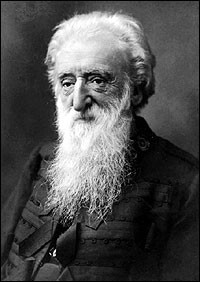
William Booth (1829–1912), metodista, az Üdvhadsereg alapítója
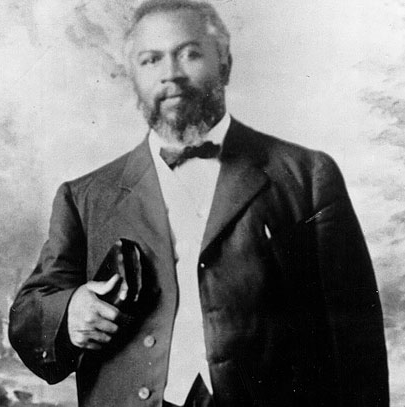
William J. Seymour (1870–1922), a pünkösdi Azusa utcai ébredés egyik vezető alakja
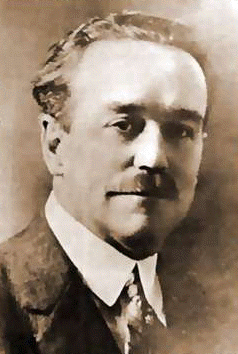
Charles F. Parham (1873–1929), a pünkösdizmus úttörője

## Elterjedése világszerte
Nincs teljes egyetértés a vallási tudósok között arról, hogy mely felekezetek alkotják a protestantizmust, így – a 2010-es években – a protestáns hívők számát egy elég széles skálára, 800 millió és 1 milliárd közé teszik, vagyis az összes keresztény közel 40%-át adják. 
Ebből a történelmi protestáns egyházak híveinek száma már a felét sem éri el, kb. 300-400 millió követővel. A pünkösdi-karizmatikusok ma már a legnagyobb protestáns közösséget adják.